# Продуцентство
Продуцентът е юридическо или физическо лице, което се занимава с организирането, а обикновено и финансирането, на филми или представления.
Продуцентството е интердисциплинарна област, съчетаваща познания и умения за управление на процеси в медийните изкуства, финансиране и управление на медийни проекти на различните фази от тяхното създаване, медия планиране и предприемачество, както и познания за техниките на работа, свързани със създаването на различни медийни продукти: филми, предавания, конзолни и компютърни игри, музикални продукти, театрални представления и т.н.
Уменията, които трябва да притежава един продуцент, са свързани с:
- познаване и управление на етапите от развитието на сценария на медийния продукт;
- познаване и управление на етапите, през които преминава заснемането на един филм (предподготвителен, подготвителен, снимачен, монтажно-озвучителен, ликвидационен);
- познаване на особеностите на различните длъжности в продуцентския екип, в това число творческите ресурси на журналистите;
- анализ на дълготрайните и краткотрайни активи за реализиране на медийни проекти;
- анализ на пазарните условия и избор на пазарна стратегия за реализация на журналистическия продукт, в това число оценка на конкурентоспособността и анализ на слабите и силните страни на конкурентите (медиамаркетинг);
- провеждане на преговори, изготвяне на договори и други.